# ژول مگره
کمیسر ژول مِگره قهرمان تعداد زیادی از داستان‌های کارآگاهی ژرژ سیمنون است. او فرزند خانواده‌ای کشاورز است که در جوانی به پاریس می‌آید تا پزشکی بخواند اما در عوض به نیروی پلیس می‌پیوندد، مدارج ترقی را به سرعت طی می‌کند و به مقام سربازرسی می‌رسد. وی را می‌توان بعد از شرلوک هولمز بهترین کارآگاه دانست. همسرش لوئیز زنی مهربان و آشپزی قابل است که در حل معمای بسیاری از پرونده‌ها به کمیسر کمک می‌کند. آنها در آپارتمانی در بلوار ریشار لنوار زندگی می‌کنند و فرزندی ندارند. مگره در ادارهٔ مرکزی پلیس کار می‌کند و همکاران وفادار و ثابتی دارد که در حل و فصل پرونده‌ها به او کمک می‌کنند.
شهرت بسزایی که ژرژ سیمنون در داستان‌های کارآگاهیش کسب کرد به واسطه خلق شخصیت مگره در ۷۵ رمان و ۲۸ داستان کوتاه بوده‌است. نخستین این رمان‌ها با نام مسافری که با ستاره شمال آمد در ۱۹۳۱ و آخرین آنها مگره و مسیو چارلز در ۱۹۷۲ به چاپ رسیدند.